# نايلون 6
نايلون 6 (أو بولي كابرولاكتام) هو بوليمر متعدد الأميد، ولكنه على العكس من باقي منتجات النايلون، فإن نايلون 6 ليس بوليمر تكاثف، ولكن ينتج من بلمرة فتح الحلقة لمركب كابرولاكتام.
يسوق نايلون 6 تحت العديد من الأسماء التجارية المختلفة حسب البلد، وله العديد من التطبيقات.

## التحضير
يحضّر نايلون 6 من تفاعل بلمرة فتح الحلقة لمركب كابرولاكتام، والذي لديه 6 ذرات كربون، ومن هنا أتت الترميز بالعدد 6، وللتمييز عن نايلون 66.
يحدث في البداية تفاعل حلمهة للكابرولاكتام يحدث فيه فتح للحلقة:
يتفاعل الحمض الأميني الناتج مع جزيء كابرولاكتام آخر ليتشكل ديمر:
ويستمر تفاعل البلمرة لنحصل على الناتج حسب شروط التفاعل:

## الخصائص
إن لألياف البوليمر نايلون 6 خصائص جيدة من حيث مقاومة الشد بالإضافة إلى المرونة. كما أنها مقاومة للتجعد، وتتمتع بثباتية جيدة تجاه الأحماض والقلويات.

## الاستخدامات
أنتج سنة 2010 حوالي 4 طن من نايلون 6، وكان توزيع نسبة الاستهلاك في إنتاج سنة 2008 كالتالي: 60% في صناعة النسيج والألياف و20% في تطبيقات هندسية، و10% في صناعة الرقائق والأفلام.